# らんまるぽむぽむタイプα
らんまるぽむぽむタイプα（らんまるぽむぽむタイプアルファ、3月15日 - ）は、日本のタレント、お笑い芸人。軍隊サバイバル術研究家。防災士。その他グラビア、モデルとしても活動。「サバイバルタレント」や「ミリタリータレント」として活動している。よしもとクリエイティブ・エージェンシー東京を2016年末で退社、現在フリー。吉本総合芸能学院（NSC）大阪タレントコース1期生（NSC東京18期生扱い）。2013年デビュー。京都府出身。

## 来歴
- ガスマスクを常に装着している。本人曰くガスマスクは世界3大盛れアイテムの一つだそう。
- 2012年、NSC大阪校にタレントコース1期生として入学。卒業後、すぐに上京[1]。
- よしログ主催第2回「かわいすぎる女芸人NO.1決定戦」で10人中3位。実際このランキングではらんぽむを省いた1 - 4位は古参メンバーで、初出場のらんぽむは新参メンバーの中で最も多くの票数を集めた。
- 2013年8月よりよしもと公式YouTubeチャンネルを開設[2]。ミリタリーやサバイバル術、アウトドア、自衛隊関連の体当たり動画を更新している。
- 自身初の書籍『彼氏にしたい陸自装備ベスト10』を竹書房より出版
- 体育大学卒業

## 芸風
- 細かすぎて伝わらない自衛隊やミリタリーの物真似、ギャグを得意としている。ミリタリーギャグ・物真似は2兆個持っているらしい。
  - 他モノマネのレパートリーは、ミリタリー映画やガンアクションのワンシーン、歴史上の軍人などミリタリーに特化した芸風である[3]。
- さまざまなサバイバル術を駆使しアウトドア生活をしYouTubeや『アームズマガジン』等で発信している。ハブを自衛隊レンジャー風にさばくなど、主に軍隊が取り入れるサバイバル知識を好み、軍隊サバイバル術研究家として活動している[4]。
- 屈指のサバゲー好き
- ガスマスクコーディネートを得意とし、その人の顔に似合うガスマスクを瞬時に選ぶことができる。2016年4月 - 放送『「本能Z』（CBC制作）にて、MCの今田耕司、東野幸治、雨上がり決死隊の宮迫博之にガスマスクをコーディネートし、スタジオの爆笑を誘った。
- 飲食時は、マスクを半分ずらし口元を露出させる。
- マスクのせいで、声が篭って聞こえないとツッコミを多々受ける。

## 人物
- Facebookの設定ミスで京都府出身とバレてしまったが、本人は生まれは三菱重工製と言い張っている[5]。
- 年齢は非公開。本人曰く、ハタチというチップを埋め込まれているのでこの先もずっとハタチらしい[6]。
- あだ名は「ぽむ隊長」「ぽむちゃん」「らんぽむ」など。
- 防災士の資格を取得している。
- ブッシュクラフトインストラクター、アロマテラピーインストラクター、保健体育科中高教員免許の資格を取得済。
- 特殊部隊のファンであり、特にイギリス軍SASのファンでサバゲーの装備は英軍実物装備が多い。
- 戦車、航空機、艦艇など陸海空に偏らず兵器好き。特に珍兵器、奇想天外兵器、失敗兵器などを好む。そういった観点からも奇想天外兵器を数多く輩出した英国を尊敬しているそう。
- 本人には兵器が擬人化して見えているらしい。
- 彼氏は87式自走高射機関砲で、結婚したいらしい。87式自走高射機関砲と結婚するには、屈強な兵士にならないといけないと考え花嫁修業の一環でサバイバルゲームやサバイバル訓練等を行っている。彼氏が負傷した時に手当をするため、アーク熔接の免許を取得した。
- 1か月間、最低限の軍用品だけを持参し、山に篭りサバイバル生活を試みたが2日目でデング熱にかかりリタイアしたらしい[7]。
- 天然ボケやポンコツな一面があることはファンの間で周知されている。
- 本人曰く「ガスマスクの安心感と安定感は顔のブラジャー」だそう[8]。
- 全国各地の自衛隊の基地、駐屯地の記念行事に出没し、YouTubeやSNSでレポートを発信している。
- 自宅警備員としてジャンガリアンハムスターを雇っている。
- 最近にはイギリス軍の装甲車を購入している。

## 出演

### テレビ
- デジ魂（BS吉テレ、2013年8月、10月、12月）
- 但し〇〇に限る（日本テレビ、2016年3月25日）
- 本能Z（CBC、2016年4月2日、5月7日、5月14日） - 一部の地域を除いて日程遅れでTBS系列で放送
- お願いランキング（テレビ朝日、2016年6月27日）
- ブラマヨ弾話室 ニッポンどうかしてるぜ!（BSフジ、2016年7月10日）
- ワケあり!レッドゾーン（読売テレビ、2016年10月8日） - 日本テレビでは2016年10月13日放送
- そうかえん（BSスカパー、2017年8月27日） - 陸上自衛隊総合火力演習生放送にてゲスト出演
- アイ・アム・冒険少年（TBS、2020年5月25日、9月28日放送分）VTR出演
- あなたの代わりに見てきます!リア突WEST.（朝日放送、2021年11月、12月、2月） - ソルジャー系女子として出演
- ノブナカなんなん（テレビ朝日、2021年4月17日） - VTR出演

### ウェブ
- 可愛すぎる女芸人決定戦（GYAO!、2013年8月、10月、12月）
- 本能の24時間生中継（CBC・YouTube、2016年4月23日 - 24日、5月28日 - 29日 )
- AbemaTV（2016年6月27日）

### カレンダー
- G＆G ARMAMENT2016年カレンダー

### 書籍
- 月刊アームズマガジン連載（2014年6月 - 2015年5月、2016年6月 - ）
- 朝雲新聞（2014年10月）
- ミリスマ（2014年10月号）
- 月刊PEACE COMBAT（2015年2月）
- 実業之日本社「自衛隊イベント観覧ガイド2015〜2016」
- MJマガジン（2016年2月）
- ラジオライフ（2016年8月）
- 月刊PANZER連載（2017年3月 - ）
- 週刊SPA! 自衛隊イベント（2017年1月、5月）
- 彼氏にしたい陸自装備ベスト10
  - 竹書房より出版、自身初の単行本（2018年3月）